# Туліара
Туліара (Toliara, також відоме як Туліарі; раніше — Тулеар) — місто на південному заході Мадагаскару. Адміністративний центр регіону Аціму-Андрефана, в минулому адміністративний центр колишньої провінції Туліара.
Сучасна назва міста (Toliara) з'явилась в 1970-ті роки і відображає орфографію малагасійської мови. Після оголошення незалежності Мадагаскаром від Франції в 1960 році назви багатьох населених пунктів були змінені з французьких на місцеві варіанти.

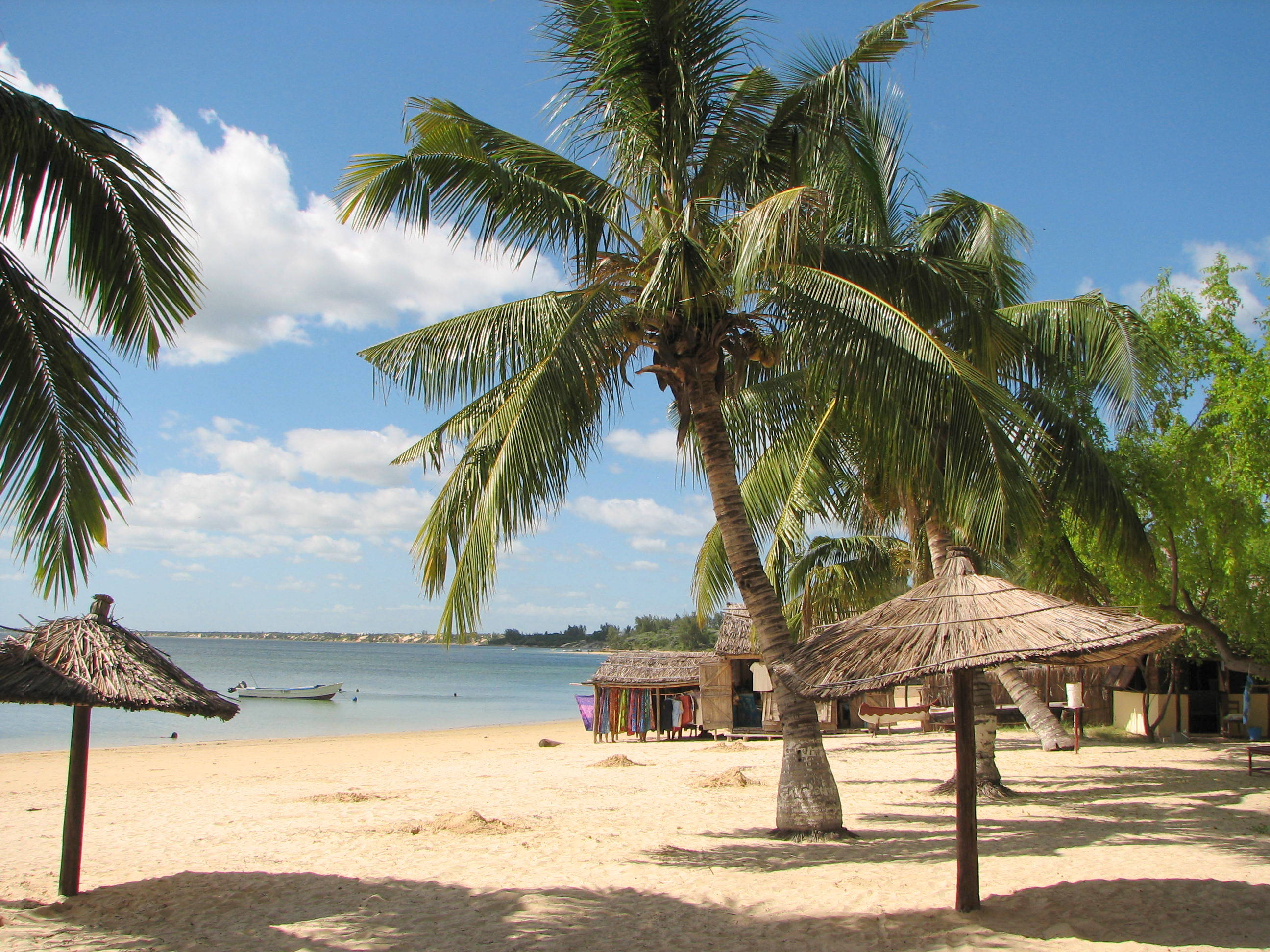
Пляж Іфаті біля Туліари

Населення міста — 123 290 ос. (2010). Порт міста служить перевалочним пунктом при експорті-імпорті різних товарів широкого вжитку, таких, як сизаль, мило, прядиво, бавовна, рис і арахіс.
В березні 2009 року в місті відбулись демонстрації проти уряду Марка Раваломанана, під час яких декілька будівель, що належать президенту (в тому числі будівлі компанії «Тіко») були пограбовані і спалені демонстрантами. 17 березня 2009 року Раваломанана був скинутий зі своєї посади в результаті військового перевороту.
Рейси в Туліару (за 3 внутрішнім напрямком) здійснює авіакомпанія Ейр Мадагаскар.
Місто розташоване в курортній зоні.

## Клімат
Місто знаходиться у зоні, котра характеризується кліматом помірних степів та напівпустель. Найтепліший місяць — січень із середньою температурою 27.8 °C (82 °F). Найхолодніший місяць — липень, із середньою температурою 20.6 °С (69 °F).
| Клімат Туліари          | Клімат Туліари | Клімат Туліари | Клімат Туліари | Клімат Туліари | Клімат Туліари | Клімат Туліари | Клімат Туліари | Клімат Туліари | Клімат Туліари | Клімат Туліари | Клімат Туліари | Клімат Туліари | Клімат Туліари |
| Показник                | Січ.           | Лют.           | Бер.           | Квіт.          | Трав.          | Черв.          | Лип.           | Серп.          | Вер.           | Жовт.          | Лист.          | Груд.          | Рік            |
| Абсолютний максимум, °C | 40             | 42             | 40             | 38             | 37             | 35             | 35             | 35             | 35             | 36             | 38             | 40             | 42             |
| Середній максимум, °C   | 33             | 31             | 31             | 31             | 28             | 27             | 27             | 26             | 28             | 30             | 30             | 32             | 30             |
| Середня температура, °C | 27             | 26             | 25             | 24             | 22             | 21             | 20             | 20             | 22             | 24             | 25             | 26             | 24             |
| Середній мінімум, °C    | 22             | 21             | 20             | 17             | 16             | 16             | 14             | 14             | 16             | 18             | 20             | 21             | 18             |
| Абсолютний мінімум, °C  | 12             | 12             | 12             | 10             | 8              | 7              | 6              | 6              | 7              | 10             | 12             | 12             | 6              |
| Норма опадів, мм        | 70             | 60             | 40             | 0              | 10             | 10             | 0              | 0              | 10             | 10             | 30             | 40             | 340            |
| Днів з опадами          | 4              | 1              | 1              | 0              | 0              | 0              | 0              | 0              | 0              | 0              | 2              | 1              | 9              |
| Днів з дощем            | 6              | 5              | 4              | 0              | 1              | 1              | 0              | 0              | 0              | 1              | 3              | 4              | 29             |
| Вологість повітря, %    | 76             | 76             | 76             | 76             | 74             | 75             | 73             | 73             | 73             | 74             | 74             | 76             | 75             |
| ----------------------- | -------------- | -------------- | -------------- | -------------- | -------------- | -------------- | -------------- | -------------- | -------------- | -------------- | -------------- | -------------- | -------------- |
| Джерело: Weatherbase    |                |                |                |                |                |                |                |                |                |                |                |                |                |